# Turn Up the Radio
Singles de Madonna
Masterpiece
(2012) Living for Love
(2014)
Pistes de MDNA
I'm Addicted
(3) Give Me All Your Luvin'
(5)
Turn Up the Radio est une chanson du 12e album studio de Madonna, MDNA, dont elle est la quatrième piste.
Turn Up the Radio est choisi pour être commercialisé en tant que 3e single de MDNA, bien que des rumeurs annonçaient Gang Bang comme 3e single. Madonna inclut la chanson dans son MDNA Tour. Le vidéo-clip est tourné sur deux jours : les 18 et 19 juin 2012. Alors que Turn Up The Radio n'était pas encore sorti en tant que single, la chanson s'est classée au Japon et en Corée du Sud.

## Clip
Le clip de Turn Up The Radio fut tourné les 18 et 19 juin 2012 à Florence, en Italie. Le directeur du clip est Tom Munro. Le clip sera disponible en même temps que la sortie officielle de Turn Up The Radio, le 5 août. À la fin, on peut entendre le chauffeur parler en italien, il dit « La fête est fini, attache ta ceinture maintenant, salope ».

### Synopsis
Madonna est habillée en noir et a un décolleté. Elle est entourée de danseurs musclés et de danseuses. Sur des photos du tournage du clip, on voit Madonna avec une ombrelle.

## Performances en live
Madonna interprète la chanson dans son MDNA Tour, entre Give Me All Your Luvin' et Open Your Heart, durant le deuxième tableau du Show. Madonna l'interprète habillée comme une majorette ou une pom-pom girl (jupe blanche, bottes blanches, haut blanc avec des rayures rouges). Une introduction à la chanson, comportant un mélange de plusieurs chansons de Madonna (comme pour The Duke Mixes the Hits  durant le Confessions Tour), appelée Turning Up the Hits fut créée. Durant la performance, Madonna joue de la guitare.

## Crédits et personnels
- Madonna — parolier, productrice
- Martin Solveig — parolier, producer, synths, drums, autres instruments
- Jade Williams — parolier
- Michael Tordjman — parolier, synths
- Studios Sarm West  — enregistrement studio
- Studios MSR — enregistrement studio

Crédits extraits des notes de l'album MDNA (2012), Interscope Records

## Liste des pistes
- EP Remixes digital[2]

1. "Turn Up the Radio" (Offer Nissim Remix) — 7:28
2. "Turn Up the Radio" (Martin Solveig Club Mix) — 5:31
3. "Turn Up the Radio" (R3hab Remix) — 5:41
4. "Turn Up the Radio" (Madonna vs. Laidback Luke) featuring Far East Movement — 3:23

- Remixes digital Beatport [3]

1. "Turn Up the Radio" (Offer Nissim Remix) — 7:28
2. "Turn Up the Radio" (Martin Solveig Club Mix) — 5:31
3. "Turn Up the Radio" (R3hab Remix) — 5:41
4. "Turn Up the Radio" (Madonna vs. Laidback Luke Alternative Remix) featuring Far East Movement — 6:02
5. "Turn Up The Radio" (Album Version) - 3:48
6. "Turn Up The Radio" (Instrumental) - 3:46

## Classement par pays
| Classement (2012)                             | Meilleure position |
| --------------------------------------------- | ------------------ |
| Belgique (Flandre Ultratip 100)               | 20                 |
| Belgique (Wallonie Ultratip 50)               | 13                 |
| Japon (Japan Hot 100)                         | 68                 |
| Roumanie (Romanian Top 100)                   | 84                 |
| Espagne (PROMUSICAE)                          | 30                 |
| Corée du Sud (Gaon International Chart)       | 125                |
| Royaume-Uni Singles (Official Charts Company) | 175                |
| États-Unis Hot Dance Club Songs               | 1                  |

## Historique de sortie
| Pays        | Date            | Format                 |
| ----------- | --------------- | ---------------------- |
| États-Unis  | 16 juillet 2012 | Airplay                |
| Royaume-Uni | 5 août 2012     | Téléchargement digital |
| Allemagne   | 17 août 2012    | CD Single              |